# Podascon haploopis
Podascon haploopis är en kräftdjursart som beskrevs av Giard och Bonnier 1895. Podascon haploopis ingår i släktet Podascon och familjen Podasconidae. Inga underarter finns listade i Catalogue of Life.